# Figueres

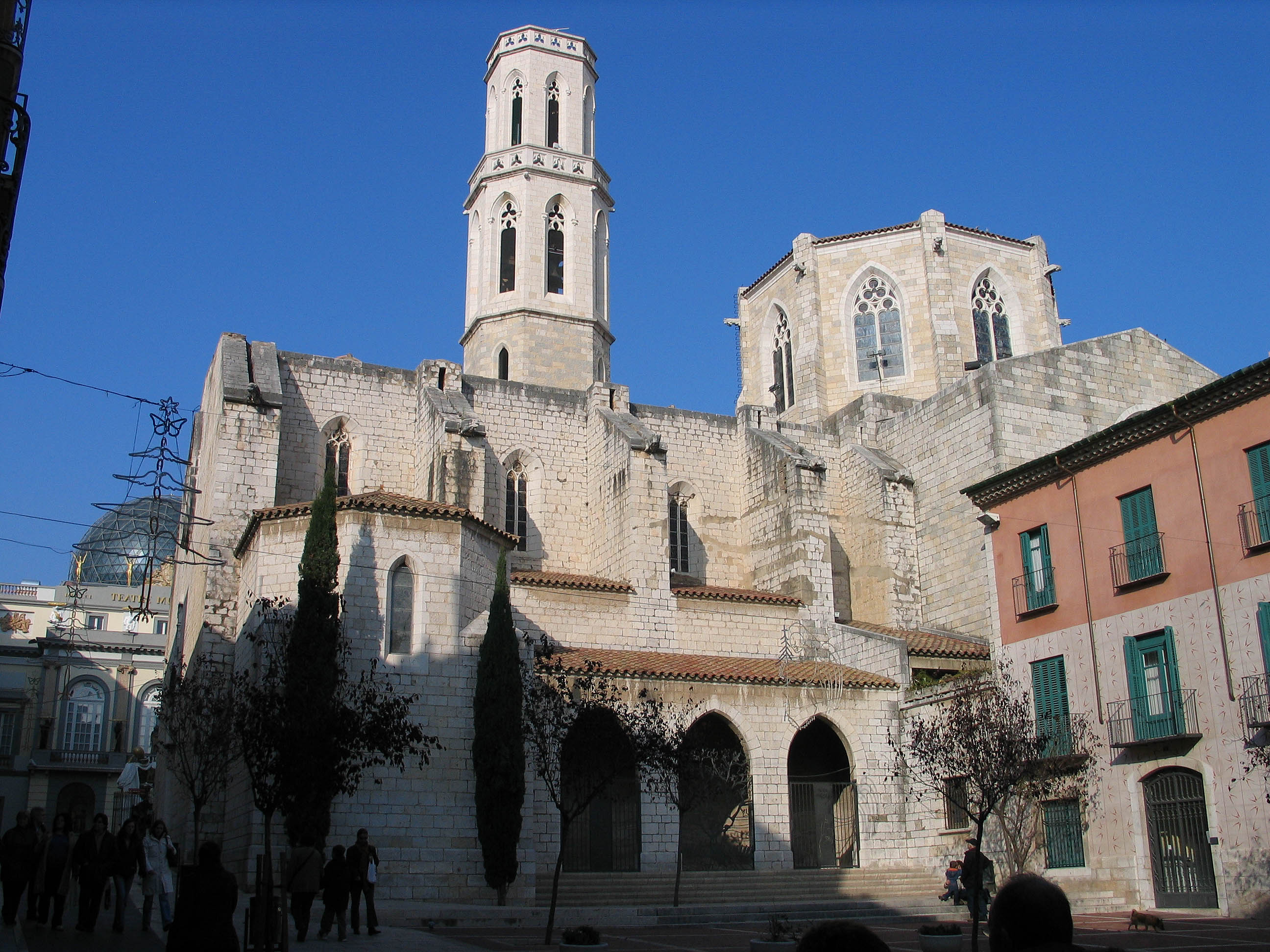
Sant Pere

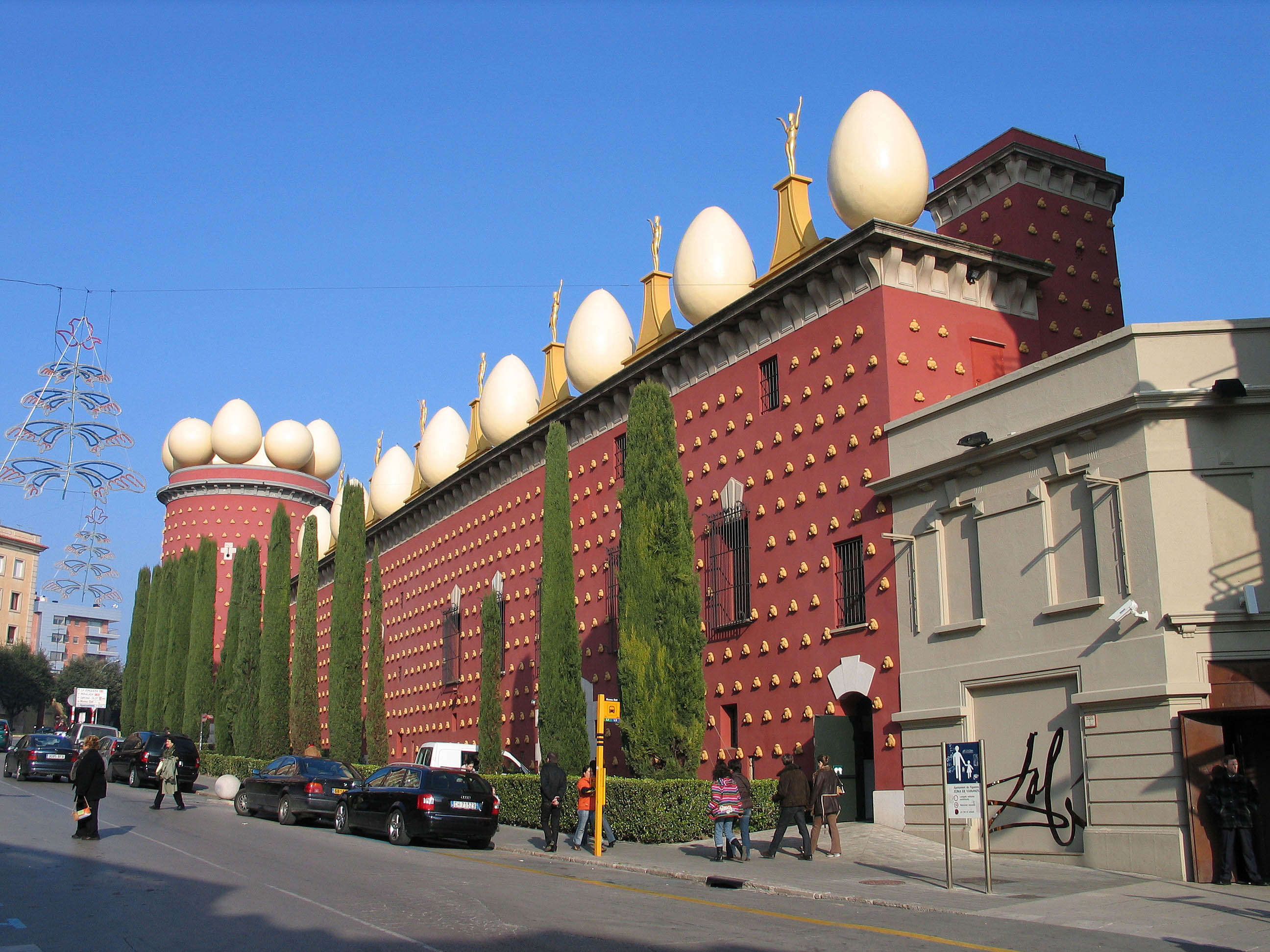
Dalí Museum

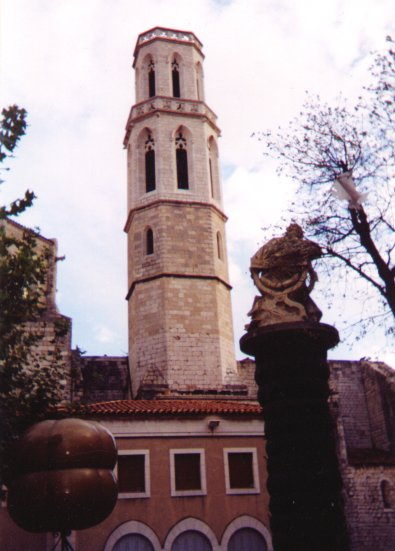
Town church tower, Figueres

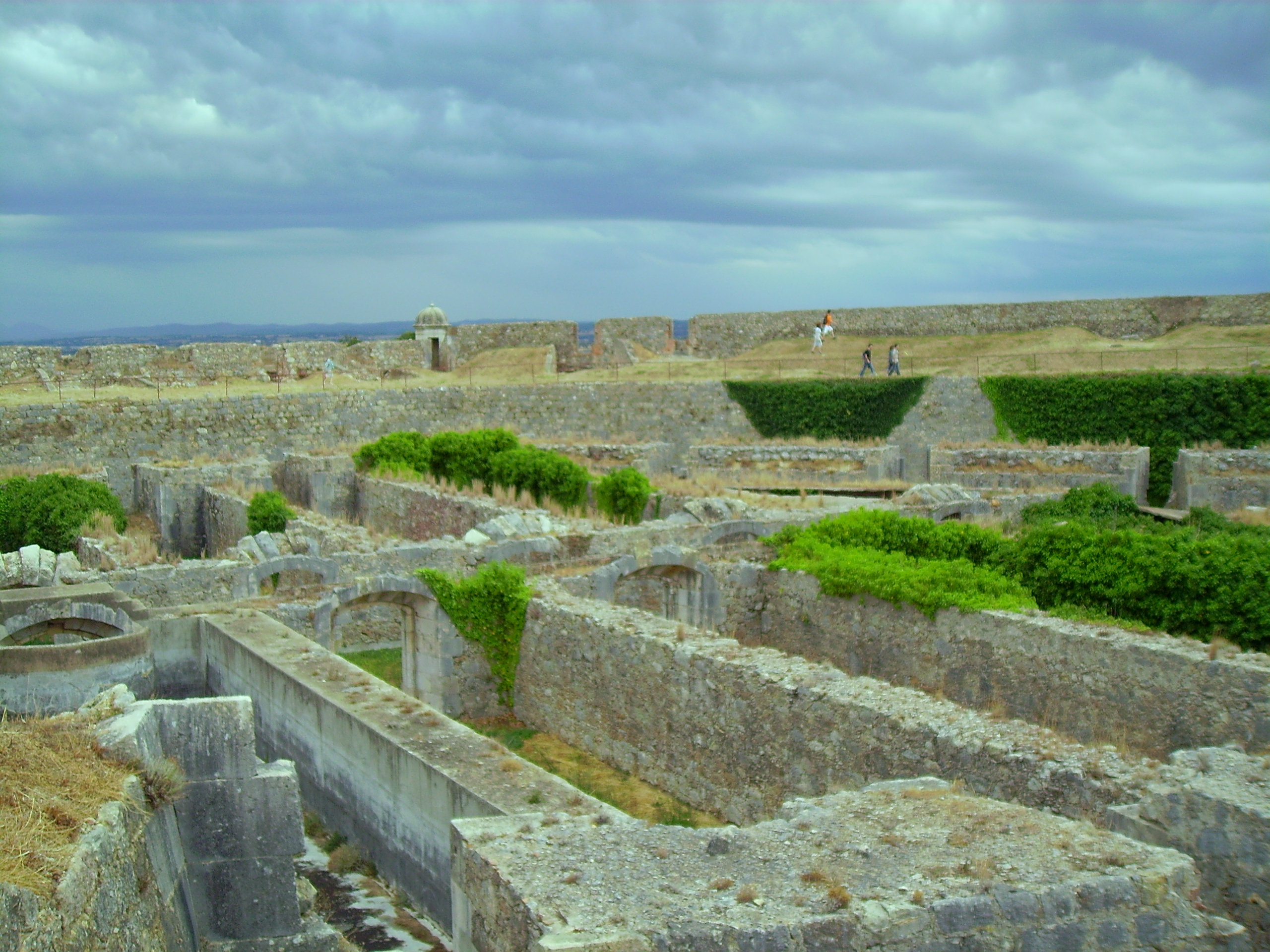
Castell de Sant Ferran

Figueres là một đô thị trong comarca Alt Empordà, Girona, Catalonia, Tây Bna Nha.

## Biến động dân số
| 1900   | 1930   | 1950   | 1970   | 1986   | 2002   |
| ------ | ------ | ------ | ------ | ------ | ------ |
| 10.922 | 14.362 | 16.841 | 22.557 | 31.942 | 33.064 |